# Powiat mogileński
Powiat mogileński – powiat w Polsce (w południowo-zachodniej części województwa kujawsko-pomorskiego), utworzony w 1999 roku w ramach reformy administracyjnej. Jego siedzibą jest miasto Mogilno.
W skład powiatu wchodzą:
- gminy miejsko-wiejskie: Mogilno, Strzelno
- gminy wiejskie: Dąbrowa, Jeziora Wielkie
- miasta: Mogilno, Strzelno

## Demografia
Liczba ludności (dane z 30 czerwca 2005):
|        | Ogółem | Ogółem | Kobiety | Kobiety | Mężczyźni | Mężczyźni |
| osób   | %      | osób   | %       | osób    | %         |           |
| ------ | ------ | ------ | ------- | ------- | --------- | --------- |
| Ogółem | 46 972 | 100    | 23 916  | 50,92   | 23 056    | 49,08     |
| Miasto | 18 564 | 39,52  | 9662    | 20,57   | 8902      | 18,95     |
| Wieś   | 28 408 | 60,48  | 14 254  | 30,35   | 14 154    | 30,13     |

▶Wieś vs ▶miasto
Ogółem (▶k, ▶m)
Miasto (▶k, ▶m)
Wieś (▶k, ▶m)

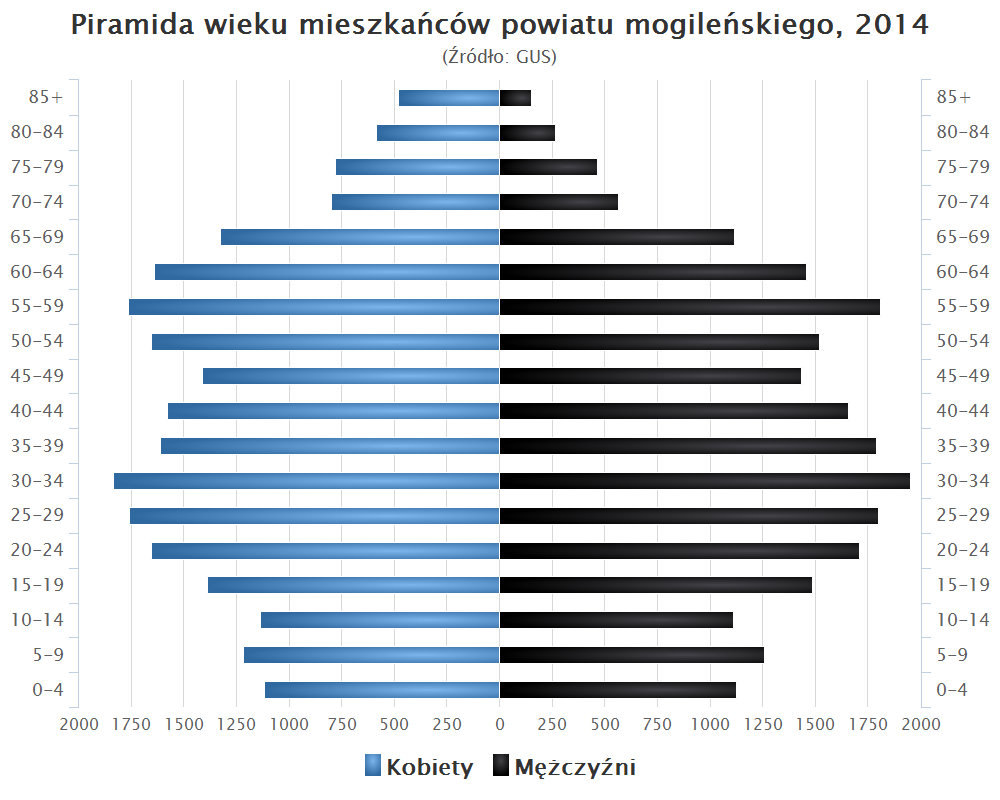
Piramida wieku mieszkańców powiatu mogileńskiego w 2014 roku

Według danych z 31 grudnia 2019 roku powiat zamieszkiwało 45 619 osób. Natomiast według danych z 30 czerwca 2020 roku powiat zamieszkiwało 45 514 osób.

## Transport

### Transport drogowy

#### Drogi krajowe
- 15 (Trzebnica – Gniezno – Strzelno – Inowrocław – Toruń – Ostróda)
- 25 (Bobolice – Bydgoszcz – Inowrocław – Strzelno – Konin – Kalisz – Ostrów Wielkopolski – Międzybórz)
- 62 (Strzelno 15 – Włocławek – Płock – Nowy Dwór Mazowiecki – Wyszków – Siemiatycze)

#### Drogi wojewódzkie
- 254 (Brzoza 25 – Łabiszyn – Barcin – Mogilno – Wylatowo 15)
- 255 (Pakość 251 – Strzelno)
- 262 (Kwieciszewo 15 – Gębice – Ostrowite 263)

### Transport kolejowy
- 353 (Poznań Wschód – Gniezno – Mogilno – Inowrocław- Toruń Główny – Olsztyn Główny – Żeleznodorożnyj)
- 239 (Mogilno – Orchowo)

## Starostowie mogileńscy
Na podstawie źródła:
- Tadeusz Szymański (14 listopada 1998 – 16 listopada 2002)
- Tomasz Barczak (16 listopada 2002 – 23 listopada 2018)
- Bartosz Nowacki (23 listopada 2018 – 31 grudnia 2021)
- Tomasz Krzesiński (31 grudnia 2021 – nadal)

## Sąsiednie powiaty
- powiat żniński
- powiat inowrocławski
- powiat koniński (wielkopolskie)
- powiat słupecki (wielkopolskie)
- powiat gnieźnieński (wielkopolskie)